# ISO 3166-2:GD
ISO 3166-2:GD è uno standard ISO che definisce i codici geografici delle suddivisioni di Grenada; è un sottogruppo dello standard ISO 3166-2.
I codici, assegnati alle sei parrocchie e alla dipendenza di Carriacou e Petite Martinique, sono formati da GD- (sigla ISO 3166-1 alpha-2 dello Stato), seguito da due cifre.

## Codici
| Codice | Suddivisione                  | Tipo       |
| ------ | ----------------------------- | ---------- |
| GD-01  | Saint Andrew                  | parrocchia |
| GD-02  | Saint David                   | parrocchia |
| GD-03  | Saint George                  | parrocchia |
| GD-04  | Saint John                    | parrocchia |
| GD-05  | Saint Mark                    | parrocchia |
| GD-06  | Saint Patrick                 | parrocchia |
| GD-10  | Carriacou e Petite Martinique | dipendenza |